# Kurtna Saarejärv
Saarejärv (est. Saarejärv (Kurtna Saarejärv)) – jezioro w gminie Illuka, w prowincji Virumaa Wschodnia, w Estonii. Położone jest na terenie obszaru chronionego krajobrazu Kurtna (est. Kurtna maastikukaitseala). Ma powierzchnię 6,4 hektara, linię brzegową o długości 1069 m, długość 350 m i szerokość 250 m. Znajduje się na nim jedna niewielka wysepka. Jest otoczone podmokłym lasem. Jest jednym z 42 jezior wchodzących w skład pojezierza Kurtna (est. Kurtna järvestik). Sąsiaduje z jeziorami Peen-Kirjakjärv, Konsu, Sisalikujärv.